# Johan Frederik Lorenzen
Johan Frederik Lorenzen (25. februar 1831 i Haderslev – 18. oktober 1907) var en dansk officer, bror til H.R. Hiort-Lorenzen.
Han var en søn af Peter Hiort Lorenzen. Fra 1850 til 1855 var han elev på Den kongelige militære Højskole og blev i 1853 sekondløjtnant i Ingeniørkorpset med aldersorden fra 1850. I 1855 foretog han en rejse til udlandet, gennemgik fra 1855 til 1857 Generalstabsafdelingen og blev derefter generalstabsaspirant og premierløjtnant i Ingeniørkorpset. Han gjorde dernæst tjeneste ved de forskellige våben og udnævntes 1862 til adjoint i Generalstaben og kaptajn. Fra 1863 til 1867 beordredes han til tjeneste i Krigsministeriet under direktøren for kommandoen og virkede altså her under krigen 1864, ligesom han også det nævnte år blev medlem af en til omordning af søtransportvæsenet nedsat kommission, medens han efter krigen hjalp til ved udarbejdelsen af forskellige hærlovforslag. 1864 blev han Ridder af Dannebrog og af Den Nederlandske Løveorden. I 1867 blev han kompagnichef ved 16. Bataljon og i 1870 stabschef ved 2. jyske Brigade, men kom året efter atter til Generalstaben og til tjeneste i Krigsministeriet. I 1874 var han souschef ved lejrdivisionen og udnævntes i 1876 til oberst i Generalstaben og chef for dennes topografiske afdeling. 1. september 1879 blev han Dannebrogsmand og var stabschef ved lejrdivisionen og forsattes i 1882 til fodfolket som chef for 13. Bataljon, medens han i 1884 blev chef for 2. Regiment og kommandant på Kronborg. Udnævnt til generalmajor i 1886 blev han chef for 2. jyske Brigade og i 1891 chef for 1. sjællandske Brigade og Kommandør af Dannebrog af 1. grad. Han blev 1897 generalløjtnant og chef for 2. Generalkommando og fik Storkorset af Dannebrog 23. februar 1899. 1901 fik han afsked.
Lorenzen blev 25. september 1858 ægteviet til Christiane Antonie Marie Reinholdine Bruun Muus (1835-1923), datter af grosserer, konsul Elias Bendz Muus.
Han er gengivet i fotografier af Emil Rye og Arthur Gylstorff (Det Kongelige Bibliotek).